# Langbeinfliegen
Die Langbeinfliegen (Dolichopodidae) sind eine Familie der Zweiflügler (Diptera). Innerhalb dieser großen Gruppe der Fluginsekten werden sie zu den Fliegen (Brachycera) gezählt. Weltweit sind etwa 5000 Vertreter dieser Gruppe bekannt, in Europa sind 805 Arten und Unterarten verbreitet. Es handelt sich um kleine bis mittelgroße Fliegen, die Körperlängen von 1,5 bis 7,5 Millimeter erreichen.

## Merkmale der Langbeinfliegen

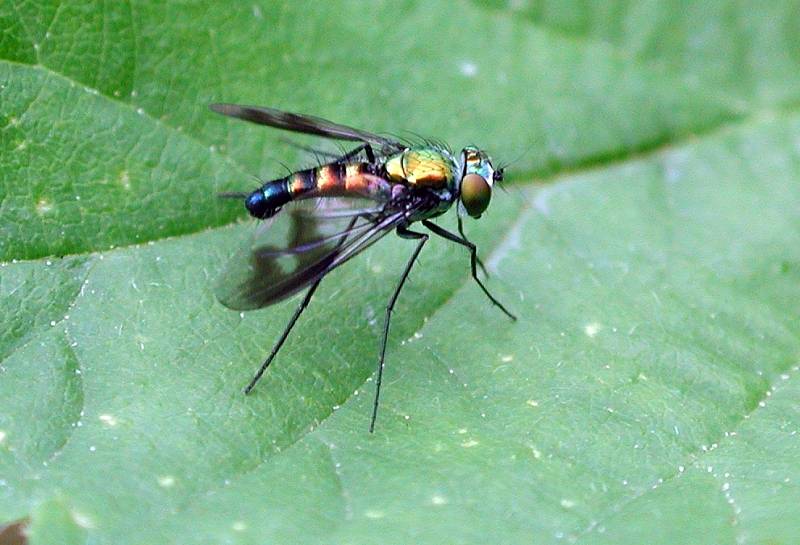
Langbeinfliege

Die Langbeinfliegen sind häufig bunt und metallisch glänzend. Namensgebend sind die langen Beine der meisten Arten, die in der Ruhestellung gestreckt sind und somit den Tieren ein langbeiniges Aussehen geben. Ebenfalls auffällig sind die Mundwerkzeuge, wobei die Unterlippe (Labium) zum Ergreifen von Beutetieren klauenartig ausgebildet ist. Besonders stark ist dies bei den Melenderia-Arten Nordamerikas der Fall. Die Männchen der Fliegen haben häufig einen sehr ausgeprägten und behaarten Klammerapparat am Hinterleib, manchmal weisen sie auch eine besondere Form der Antennen sowie eine Umgestaltung der Beine auf.

## Lebensweise der Langbeinfliegen
Die Langbeinfliegen sind Jäger, die vor allem in Wassernähe oder auf der Wasseroberfläche Jagd auf kleinere Insekten machen. Außerdem sind sie durch ihre langen Beine in der Lage, Würmer und Insektenlarven aus dem Boden zu ziehen oder aus dem Wasser zu fischen. Die Beute wird mit Fortsätzen der beweglichen Oberlippe (Labrum) aufgeschlitzt und anschließend ausgesaugt. Vor allem die Weibchen jagen sehr viel, wahrscheinlich aufgrund des erhöhten Proteinbedarfs zur Eiproduktion. Beide Geschlechter nehmen allerdings auch Honigtau von Blattoberflächen auf, einige Arten sind Blütenbesucher und ernähren sich von Nektar, bei den Vertretern der Gattung Ortochile sind die Mundwerkzeuge zu diesem Zweck rüsselartig verlängert.
Die Langbeinfliegen sind geschickte Läufer und sind sogar in der Lage zu springen. Dabei sind sie beinahe ständig in Bewegung und fliegen zwischenzeitlich immer mal wieder auf, um etwa das Sitzblatt zu wechseln. Medetera-Arten laufen an Baumstämmen, wobei sie immer beinah seitwärts laufen.

## Fortpflanzung und Entwicklung
Die Eiablage der Langbeinfliegen erfolgt einzeln in den Substraten, in denen sich die Larven später aufhalten, bei einigen Arten auch ins Wasser. Die Weibchen der Thrypticus-Arten schieben ihre Eier mit Hilfe eines speziellen Legebohrers in Schilfgewebe, von dem sich ihre Larven ernähren.
Die Larven ähneln sehr stark denen der Tanzfliegen (Empididae), und sie ernähren sich meist jagend. Eine Beutespezialisierung liegt bei den meisten Arten nicht vor; die Larven der Medetera-Arten jagen allerdings vor allem die Larven und Puppen von Borkenkäfern. Die Verpuppung erfolgt wahrscheinlich meistens im oder nahe dem Lebensraum der Larven. Die Puppen sind mit langen Atemröhren versehen und leben bei einigen Arten in einem oft mit Substratteilchen inkrustierten Kokon aus Spinnseide.

## Systematik

### Fossile Belege
Die ältesten fossilen Belege dieser Familie sind kreidezeitlichen Alters und stammen aus Kanadischem und Sibirischem Bernstein. Im eozänen Baltischen Bernstein ist die Familie mit zahlreichen Gattungen vertreten. Auch aus anderen tertiären Bernsteinlagerstätten sind Vertreter der Dolichopodidae geborgen worden.

### Micro-Dolichopodidae
Die sogenannten Micro-Dolichopodidae wurden wegen ihrer geringen Größe von maximal 1,5 Millimetern oft übersehen, bilden aber einen Schwerpunkt in den neueren Forschungsarbeiten zu den Langbeinfliegen. Sie sind nur aus der Neuen Welt bekannt, bilden aber wahrscheinlich keine einheitliche verwandtschaftliche Gruppe.
Die artenreiche Gattung Enlinia bildet zusammen mit Harmstonia die Unterfamilie Enliniinae (Robinson, 1970):
- Enlinia  Aldrich, 1932
- Harmstonia Robinson, 1964[5]

Eine weitere Gruppe von Gattungen steht äußerlich der auch in der Alten Welt vertretenen Unterfamilie Medeterinae nahe, unterscheidet sich aber deutlich in der Struktur der männlichen Geschlechtsorgane, so dass diese Gattungen incertae sedis geführt werden.
- Hurleyella Runyon & Robinson, 2010[6]
- Microchrysotus Robinson, 1964[7]
- Microcyrtura Robinson, 1964[7]
- Micromedetera Robinson, 1975[8]

Eine erst 2015 entdeckte Gattung steht zwar den Enliniinae nahe, wird aber ebenfalls als incertae sedis betrachtet
- Haromyia Runyon, 2015[9]

### Unterfamilien
Die Langbeinfliegen im engeren Sinn umfassen nach der Revision von Bradley J. Sinclair und Jeffrey M. Cumming aus dem Jahr 2006 folgende 15 Unterfamilien:
- Achalcinae
- Babindellinae
- Diaphorinae
- Dolichopodinae
  - Dolichopus ziczac
  - Ortochile nigrocoerulea
- Enliniinae
- Hydrophorinae
- Medeterinae
- Neurigoninae
  - Neurigona quadrifasciata
- Peloropeodinae
- Plagioneurinae
- Rhaphiinae
- Sciapodinae
  - Heteropsilopus squamifer
- Stolidosomatinae
- Sympycninae
- Xanthochlorinae

Die Kleinen Tanzfliegen (Microphorinae), früher eine eigene Familie, wurden nach den kladistischen Untersuchungen durch Sinclair und Cumming ebenfalls in die Familie der Langbeinfliegen eingegliedert. Die Kleinen Tanzfliegen umfassen die Gattungen:
- Microphor und
- Schistostoma

Die früher als Tribus oder als Unterfamilie der Kleinen Tanzfliegen angesehenen Parathalassiinae wurden aus der Gruppe ausgegliedert und ebenfalls als eigene Unterfamilie zu den Langbeinfliegen gestellt.
Sie umfassen die Gattungen:
- Amphithalassius
- Chimerothalassius
- Eothalassius
- Parathalassius
- Plesiothalassius
- Thalassophorus
- Microphorella